# Guillaume le Clerc de Picardie
Ne doit pas être confondu avec Guillaume le Clerc de Normandie.
Guillaume le Clerc (c. fl.  1200–1240) est un trouvère picard connu comme auteur du Roman de Fergus, un ouvrage parodiant le roman de chevalerie de Chrétien de Troyes (particulièrement son Conte du Graal).
Guillaume est originaire de Picardie, et les deux manuscrits restants du Roman de Fergus sont du Nord-Est de la France. Le Roman fut parfois présenté comme une potentielle commande d'Alan de Galloway à l'occasion de son mariage (Alan descendant de Fergus). Beate Schmolke-Hasselmann a rejeté cette hypothèse et suggéré que le Roman fût plutôt une commande de Derborgail de Galloway (fille et héritière d'Alan) et de son mari Jean de Bailleul afin d'appuyer la prétention de leur fils Hugh au trône d'Écosse (une revendication liée à leur ancêtre Fergus Ier de Dalriada). Cette hypothèse daterait l'ouvrage entre leur mariage (c. 1223) et la mort de Jean (1268), plus probablement entre 1237 et 1241.
D. D. R. Owen, considérant l'auteur comme intimement lié aux personnalités et aux événements du règne de Guillaume le Lion, affirme comme « une forte possibilité » que Guillaume le Clerc soit Guillaume de Malvoisin (en) (ou de Mauvoisin), un Français arrivé en Écosse dans les années 1180 et qui a officié en tant que clerc royal. Selon cette hypothèse, le Roman de Fergus aurait été écrit après 1200.
Enfin, Guillaume le Clerc pourrait être Guillaume de Bois (ou de Bosco, de Bosch), clerc de la chapelle royale en 1193 puis chancellier de 1210 à 1226.